# Senatus consultum
Senatus consultum (SC, Plural: senatus consulta, deutsch auch „Senatskonsult“) war im Römischen Reich der übergeordnete, staatsrechtliche Begriff für das Ergebnis förmlicher Beschlussverfahren des römischen Senats. In den Zeiten des Prinzipats hatten die Beschlüsse gesetzesgleiche Wirkung.
Nach einer erwägenden Sitzung der Senatoren (consilium) wurden auf der Grundlage einer Mehrheitsfindung durch namentliche Abstimmung der Wille und die Überzeugung des Senats in einem Beschluss – dem senatus consultum – zusammengefasst. Das Ergebnis bestand darin, dass zu einem regelungsbedürftigen Fall, so auch bei der Mitwirkung des Gremiums im Rahmen der Volksgesetzgebung, ein empfehlendes Gutachten erstellt wurde. Die Anträge einzelner Personen, im Regelfall von Magistraten, konnten zum einen privat- und zum anderen staatsrechtliche Obliegenheiten betreffen. In der Römischen Republik zählten neben innenpolitischen Angelegenheiten auch die außenpolitischen Anliegen und Interessen regelmäßig zu den Gegenständen eines Beschlussverfahrens. In der Kaiserzeit, nach dem Ende der Volksgesetzgebung, ersetzten die senatus consulta sukzessive die vormals durch Volksbeschluss entstandenen leges. Schließlich traten sie als iura an deren Stelle.

## Römische Republik

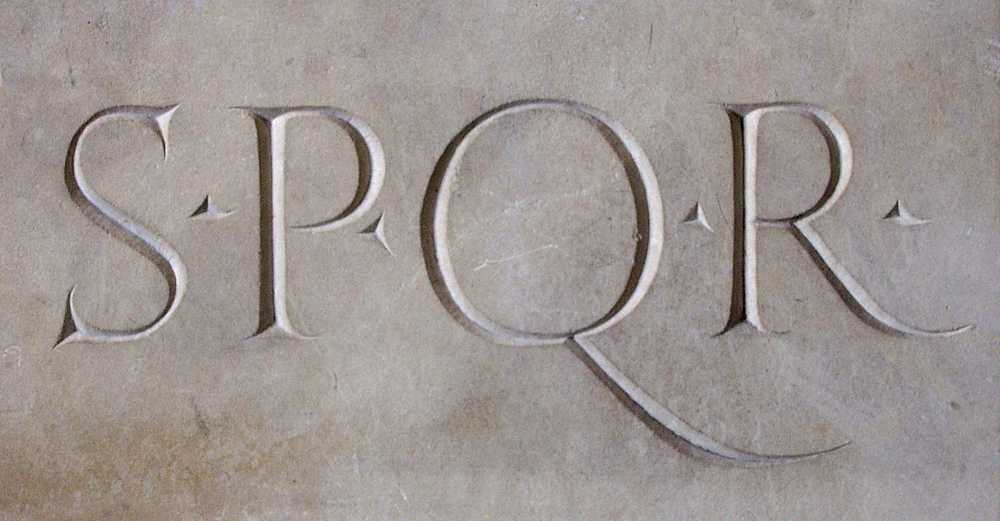
S.P.Q.R., senatus populusque romanus

Bevor ein Bewerber sich mit einem Wahlantrag oder ein Magistrat sich wegen der Ratifizierung eines Gesetzes an die Volksversammlung wenden durfte, wurde vorab der Senat einberufen. Er befand über die Sachlage als beratendes Gremium (consilium). Hatte der Senat per Mehrheitsbeschluss befunden, erhielt der Antragsteller einen Vorschlag des Senats. Die Senatsentscheidung war zwar nicht rechtsverbindlich, gleichwohl zwingend, weil der Ältestenrat zu Zeiten der Republik höchstes Ansehen genoss. Die Bindungswirkung des Rats des Senats ging von den hergebrachten Grundsätzen des mos maiorum aus. Das für eine Wahlaufstellung oder für Gesetzeseingaben eingeholte notwendige Einverständnis zeichnete den folgenden Antrag an das Volk als vom Römischen Senat gutgeheißen aus (auctoritas patrum). Die anfängliche Fassung des beantragten Anliegens konnte durch den Senatsbeschluss in einigen Punkten abgeändert sein. Die ursprünglichen Antragspunkte des Magistraten, die im Senatsbeschluss gänzlich berücksichtigt wurden, bezeichnete man inoffiziell als senatus decretum.

### Beschlussverfahren

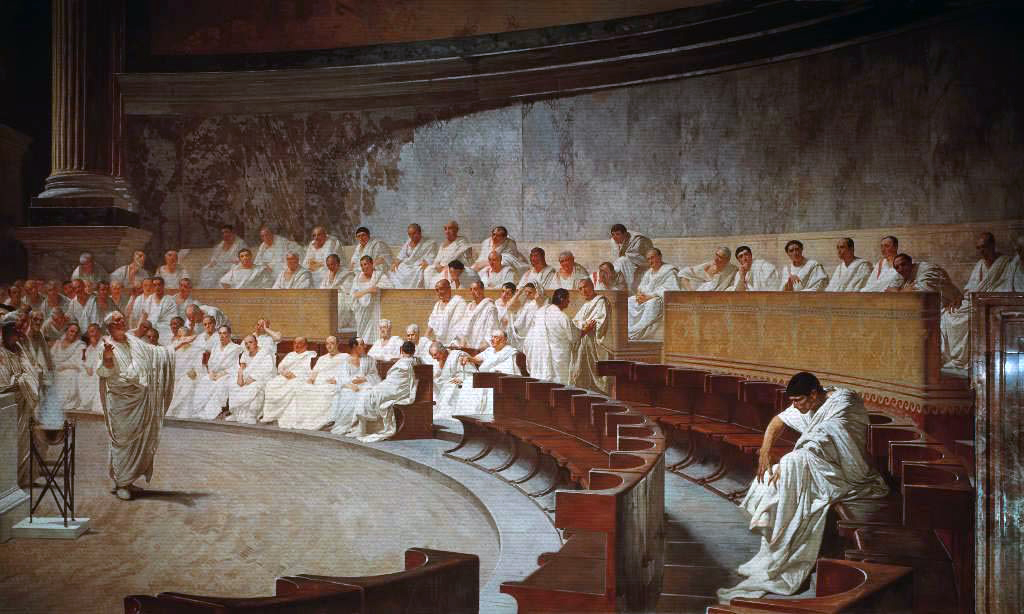
Darstellung einer Senatssitzung, die nicht in der Curia Hostilia, sondern in einem Tempel stattfand: Cicero greift den rechts isoliert sitzenden Catilina an (Fresko Cesare Maccaris aus dem Jahr 1888)

Der Senat konnte durch die hohen Magistrate, die Konsuln und Prätoren, aber auch durch die Volkstribunen einberufen werden. Die förmliche Einbestellung mit Geschäftsordnung folgte der Festlegung von Zeit und Ort der Tagung, in Rom war das die Curia Hostilia oder ein Tempel. Zur Tagungseröffnung wurde die Beschlussfähigkeit festgestellt. Im Zurufverfahren wurde sichergestellt, dass die notwendige Mindestanzahl an Senatoren beiwohnt. Abhängig vom Einzelfall, konnte die Beschlussfähigkeit des Senats die Anwesenheit des halben Ältestenrats oder eines Drittels der Senatoren erfordern. An der Abstimmung durften grundsätzlich nur Senatoren teilnehmen; für die krisenhafte Spätzeit der Republik sind Fälle überliefert, in denen man versuchte, Beschlussfassungen zu verhindern, indem man beliebige Bürger von der Straße in die Curia holte.
Nach Feststellung der Beschlussfähigkeit wurde durch den Initiator das Anliegen vorgestellt und die Debatte eröffnet. Das Wort wurde jedem durch die einzelne namentliche Befragung (interrogatio) erteilt. Die Reihenfolge war dabei absteigend nach Ansehen, Rang und Alter der Senatoren festgelegt. Als erster durfte sich der princeps senatus, der die höchste Autorität genoss, äußern und seinen Standpunkt kundtun. Der Reihe nach folgten die höheren Amtsträger, also die Konsuln, Prätoren, Censoren und danach die kurulischen und plebejischen Ädilen sowie die Volkstribune. Anschließend wurden die übrigen Senatsmitglieder, ebenso in der Reihenfolge der höchsten bekleideten Ämter und nach Alter geordnet, zur Sache angehört und nach ihrem Votum befragt. Die Form der Stimmabgabe (sententiae) konnte vom Vorsitzenden durch das Auseinandergehen (discessio) nach links oder nach rechts bestimmt werden.
Nach Mehrheitsfindung wurde der Wille des Senats beschlussweise wirksam und erklärt (senatus consultum). Die Interzession eines Amtsträgers, der sein Veto einlegte, verhinderte nicht den Beschluss (auctoritas senatus), konnte allerdings eine (teilweise) rechtliche Hemmung auslösen, gegebenenfalls sogar verhindern, dass der Beschluss vor das Volk gebracht wurde.

### Beschlussaufzeichnung und Archivierung

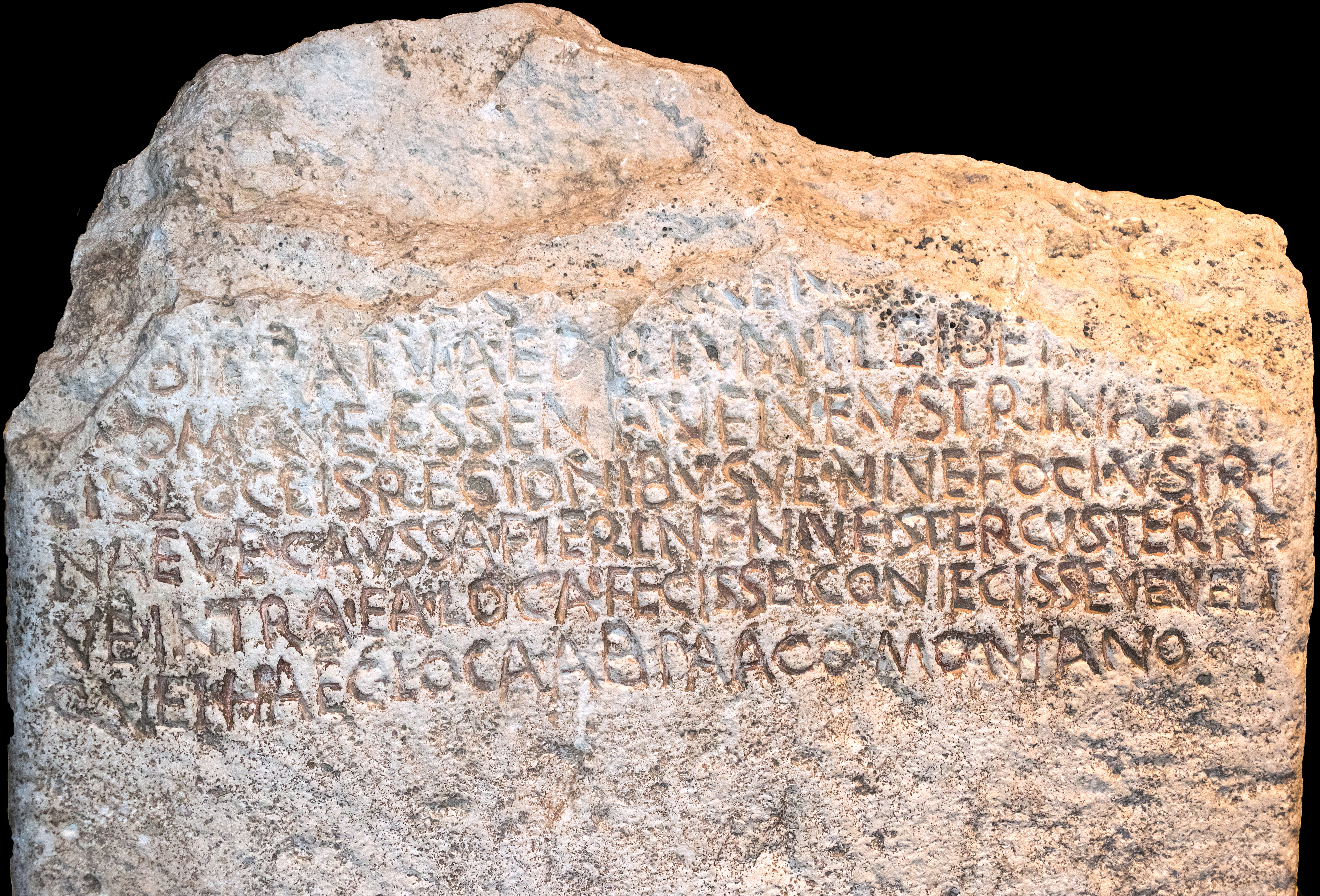
Steintafel aus Rom mit dem Text des senatus consultum de Pago Montano

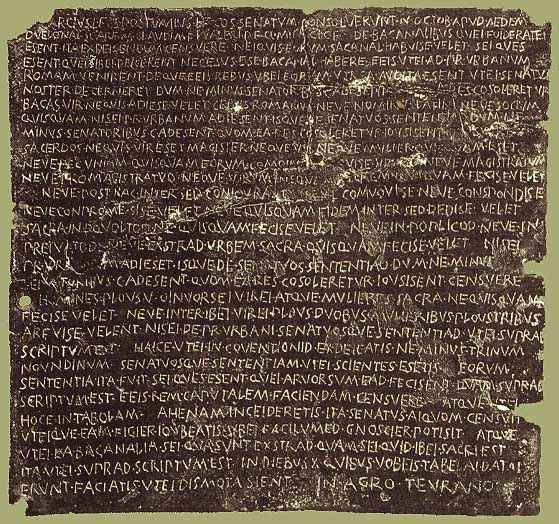
Bronzetafel aus Tiriolo mit dem Text des senatus consultum de Bacchanalibus

Senatus consulta sind verschiedentlich in Inschriften überliefert und folgen seit 189 v. Chr. (bis in die Kaiserzeit unter Antoninus Pius) einem kontinuierlichen Muster des formal-strukturellen Aufbaus. Der Überschrift (praescriptio) folgt die (ausführliche senatorische) Berichterstattung (relatio), die mit einem Beschluss oder Bescheid (decretum) endet. Die in indirekter Rede gehaltene, schriftliche Aufzeichnung der Sitzung, die während oder nach der Beschlussfassung erfolgte, umfasste vier Kernelemente.
1. Die Präambel wies, neben Zeit- und Ortsangabe, namentlich den Vorsitzenden nebst dessen Amtsbezeichnung aus; außerdem die bei Niederschrift anwesenden Zeugen.
2. Ausweis des Verhandlungsgegenstandes, der dem Beschluss zugrunde lag.
3. Eine Einleitung zur Beschlussfassung.
4. Der gefasste Beschluss, entweder senatus consultum oder auctoritas senatus, mit dem Abstimmungszeichen C für censuere (sie haben geschätzt oder sie haben gestimmt).

Die Senatsbeschlüsse wurden durch die Schreiber auf verschiedenen Materialien wie Stein, Holz, Bronze oder Papyrusrollen aufgezeichnet. Sie wurden entweder im Staatsarchiv innerhalb des Saturntempels oder im Tempel der Ceres aufbewahrt, nachdem sie systematisch, in Jahresbänden abgelegt, registriert worden waren. Bei Bedarf konnten Abschriften für den öffentlichen Aushang angefertigt werden.

### Senatus consultum ultimum
An der Vorgehensweise orientierten sich nicht nur die patrizischen Amtsträger, sondern auch die plebejischen Beamten. In der späten Republik ließen die Popularen das vorherige Einholen der senatorischen auctoritas senatus oft bewusst aus, um ihre machtpolitischen Interessen einfacher gegenüber den Optimaten durchzusetzen.
In der Konsequenz dieser politischen Entwicklung konterte der Senat mit dem neu geschaffenen senatus consultum ultimum. Damit sollte der drohenden Umwälzung der bestehenden Machtverhältnisse entgegengetreten werden. Der senatorische Adel beanspruchte für sich, den staatlichen Notstand ausrufen zu dürfen, um die öffentliche Sicherheit und Ordnung durch geeignete Mittel wiederherzustellen. Die Konsuln wurden mit außerordentlichen Vollmachten ausgestattet, damit sie effektiv und rechtlich autark gegen die Ursachen des Staatsnotstands und gegen die Verantwortlichen vorgehen konnten. So war es auch möglich, neben dem Verbot von Vereinen und großangelegten Freiheitsentziehungen, die beim Bacchanalienskandal im Jahr 186 v. Chr. zur Anwendung kamen, Hinrichtungen durchzuführen, wie sie anlässlich der catilinarischen Verschwörung 63 v. Chr. ohne vorhergehendes Gerichtsverfahren vollstreckt wurden. Das Provokationsrecht, die Anrufung des Volks um Beistand, das jedem römischen Bürger als Rechtsschutz zustand, der ohne Richterspruch durch einen amtlichen Akt an Leib und Leben bedroht wurde, war durch das senatus consultum ultimum ausgeschaltet. Die Maßnahmen, die nach Auffassung der anordnenden Konsuln im Rahmen der Staatsnotwehr geeignet sowie erforderlich erschienen, konnten erst nach Beendigung ihrer Amtszeit juristisch auf ihre Rechtmäßigkeit hin überprüft und bei Verstößen strafrechtlich verfolgt werden. Dem Konsular Cicero, der die Hinrichtung von Staatsverschwörern zu verantworten hatte, drohte ein solches Verfahren.

## Römische Kaiserzeit

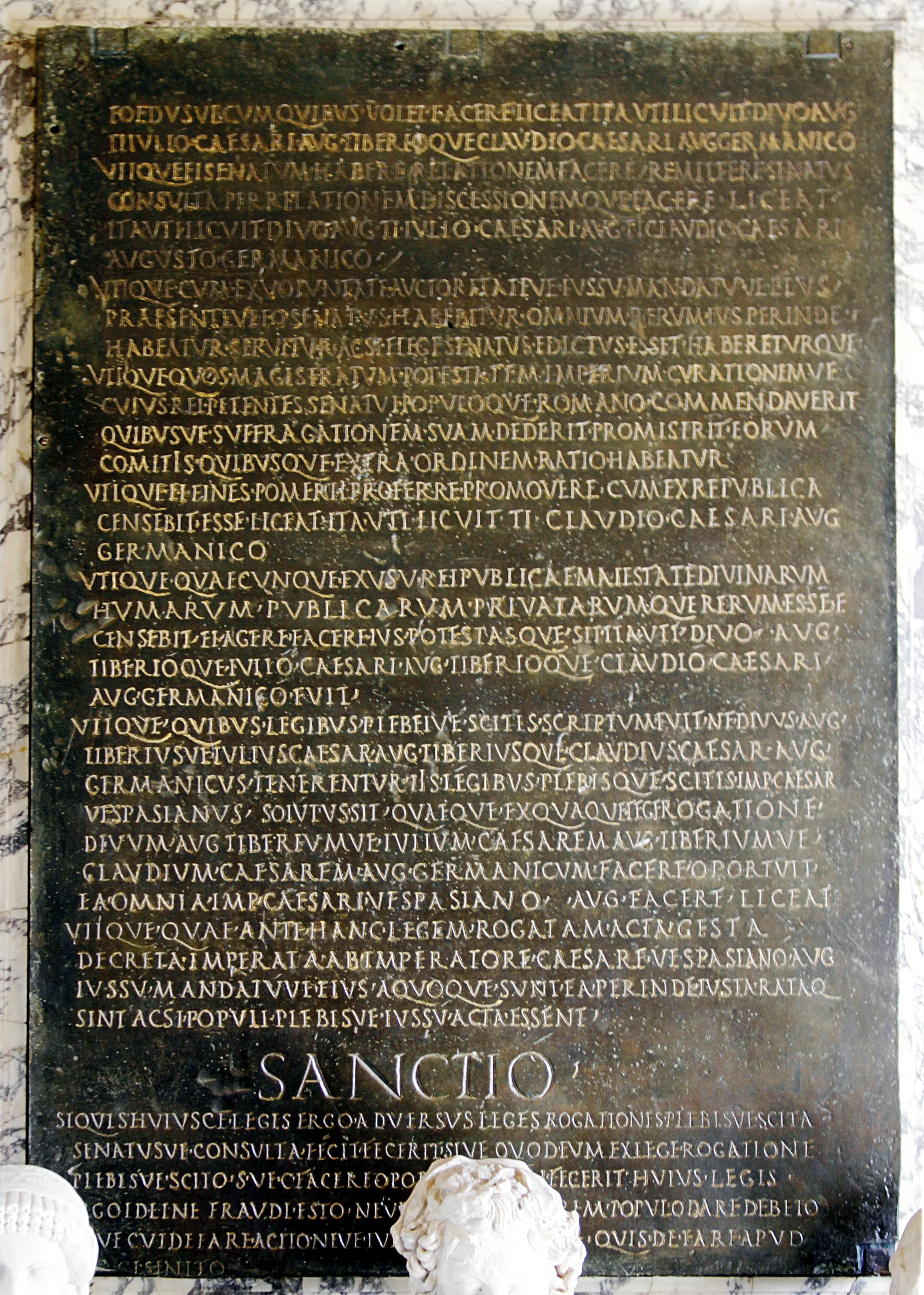
Bronzeinschrift des kaiserlichen Vespasiangesetzes, das in der Form eines senatus consultum gehalten ist

In Zeiten des Prinzipats verlor der römische Senat seine politische Unabhängigkeit. Zwar genoss er weiterhin in den Gremien in Sachen Beratungstätigkeit hohes Ansehen und blieb für verschiedene Aufgaben und Bereiche zuständig, verlor aber an Macht, weil das Staatssystem neu ausgerichtet, sich zunehmend auf die Herrschaft des Kaisers fokussierte.
Die verdeckte Ohnmacht des Senats offenbarte sich insbesondere in Angelegenheiten der Gesetzgebung. Der Senat konnte seine Position nach dem Ende der Republik nur scheinbar stärken, denn die Regelung von Rechtsangelegenheiten zu seinen Gunsten ging Hand in Hand mit dem Abklingen und letztlich dem Verschwinden der Volksgesetzgebung. Bis ins 2. Jahrhundert waren Senatsbeschlüsse gleichsam mit Gesetzeskraft ausgestattet. Anfänglich war das sehr umstritten, denn in Rom hatten die leges, durch die lex Hortensia standen auch die plebiscita als Beschlüsse des einfachen Volks den leges gleich, eine überragende Bedeutung. Die Durchsetzung von Senatsbeschlüssen (legis vicem optinere) wurde nicht einfach durchgewunken. Hadrian sicherte schließlich ab, dass Senatsbeschlüsse die leges funktionell abgelösten. Die prätorischen Tätigkeiten unterlagen nunmehr den fachkundigen Prüfung durch Juristen. Die prätorische Rechtsquelle versiegte.
Die späteren direkten Eingaben der Kaiser (orationes in senatu habitae) – insbesondere in der Periode der Antoninen –, im Senat von einem Quästor verlesen, änderten das Profil der Tätigkeit des Senats erneut, denn derartige Eingaben wurden von ihm ausnahmslos – ohne ernsthafte rechtskundige Erörterung – beschlossen. Einer der Beschlüsse unter den Antoninen war das Senatus consultum de nundinis saltus Beguensis. Der letzte bezeugte und als zivilrechtliche Quelle zitierte Senatsbeschluss, der nicht auf eine oratio principis zurückgeht, stammt aus dem Jahr 178 (senatus consultum Orfitianum). Im 3. Jahrhundert verloren die senatus consulta völlig an Bedeutung. Sie wurden durch die absolut wirkenden Kaiserkonstitutionen (constitutiones principum) ersetzt. Aber selbst die früheren selbständigen Eingaben der Magistrate waren faktisch immer von der Befürwortung des Kaisers abhängig gewesen.
Im Wesentlichen wurde das schon in der Republik erprobte Verfahren beibehalten. Die Beschlussaufzeichnung wurde um den Antragsteller, die Anzahl der abstimmenden Senatoren und um deren Abstimmungsverhalten erweitert.

### Bedeutendesenatus consulta
Im Bereich des Privatrechts finden sich – beispielhaft aufgeführt – mehrere Senatsbeschlüsse, die von den Juristen nach den initiierenden Magistraten benannt wurden. Vom Rechtsgelehrten Pegasus, der unter Vespasian als Stadtpräfekt von Rom diente, stammt aus dem Zeitraum wohl von 69–79 das senatus consultum Pegasianum, das – neben einem senatus Trebellianum aus dem Jahr 62 – die allgemeine Anwendung des Erbschaftsfideikommisses im römischen Recht regelte. Die neuere Forschung beschäftigt sich verstärkt mit der senatorischen Gesetzgebung und stellt fest, dass Senatskonsulte während der hohen Prinzipatszeit überwiegend sozialpolitischer Natur waren, denn die Schwerpunkte lagen auf dem Erb- und Familienrecht.
Aus dem Familien- und Erbrecht waren es des Weiteren
- das SC Libonianum aus dem Jahr 16; derjenige, der sich selbst einen Vorteil im Testament zuschrieb, war vom Erwerb von Todes wegen ausgeschlossen.[9]
- das SC Licinanum aus dem Jahr 27; der Konsult diente der Verhinderung von Testamentsfälschungen.[10]
- zwei SC Neronianum (zwischen 60 und 64); regelten Formerleichterungen für Legate im einen Fall und im anderen, Versiegelungspflichten als Voraussetzung für die Wirksamkeit von Testamenten bei Errichtung.[11]
- das SC Largianum aus dem Jahr 42 und das SC Gaetulicinianum; Bestimmungen zum gesetzlichen Erbrecht.[12]
- das SC Iuventianum aus dem Jahr 129; das in der Zeit Hadrians entstandene Konsult regelte die Haftung des Erbschaftsbesitzers gegenüber dem Fiskus[13]
- die SCta. Tertullianum (während der Regentschaft Hadrians entstanden, wohl um 130) und Orfitianum (um 178): sie regelten Verbesserungen zur gesetzlichen Erbfolge zwischen Mutter und Kind. Vormals konnten Kinder von der Mutter nach ius civile nur erben, wenn sie in der Gewalt (manus) des Ehemannes stand,[14] was sich nun änderte (ziviles Erbrecht). Mit dem SC Tertullianum durfte in Regelungen der Zwölftafelgesetzgebung eingegriffen werden. Das SC Orfitianum verlieh den Kindern nach dem Tod der Mutter ein Erbrecht vor allen Agnaten, was eine Besserstellung weiblicher Abkömmlinge darstellte.[15]
- das SC Afinianum regelte die Pflichtteilsrechte der in Adoption gegebenen Söhne.[16]
- das SC Calvisianum aus dem Jahr 61; regelte den Verfall der Mitgift bei nicht standesgemäßen, ungleichen Ehen (matrimonium impar).[17]

Aus dem Schuld- und Darlehensrecht waren es
- das SC Hosidianum (44); das SC aus Herculaneum (Bronzetafel, heute vermisst) ermöglichte die Feststellung zivilrechtlicher Nichtigkeit; mittels der restitutio in integrum konnten die Rechtszustände wiederhergestellt werden, die vor der fehlgegangenen Vereinbarung bestanden (Status quo ante). Ebenso wie mit dem SC Volusianum wurde die Zerstörung von Immobilien zu Spekulationszwecken untersagt und bekämpft.[18]
- das SC Velleianum (46); das SC diente geschlechtsspezifisch dem Schutz von Frauen; sie hafteten nicht mehr für das Interesse Dritter aus Bürgschaften, Verpfändungen und Darlehensgeschäften.
- das SC Macedonianum (zwischen 69 und 79); Untersagung von Darlehensgeschäften mit gewaltunterworfenen, nicht eigenberechtigten Haussöhnen, die unter der patria potestas standen.

Aus dem Strafrecht waren es
- das SC Claudianum (52); das SC entzog Frauen, die sich mit Sklaven verbanden die Freiheit.[19]
- das SC Silanianum (10); es befasste sich mit strafrechtlichen Ermittlungsverfahren; eingeführt zum Zwecke der Aufklärung gewaltsamer Todesfälle von römischen Hausvorstanden (domini). Bei den Ermittlungen durften Sklaven gefoltert werden, wenn der Verdacht auf sie fiel.[20]
- ein SC Neronianum (57) erstreckte die Sanktionen auf Freigelassene.[21]

Mit den Edikten der Prätoren, den kaiserlichen Darstellungen (orationes Augusti) und den Kaiserkonstitutionen (Reden des Kaisers, Edikten des Kaisers, Reskripten, Dekreten und juristische Briefe des Kaisers) fanden die Senatsbeschlüsse Eingang in die juristischen Rechtsquellen.

## Juristische Quellen
- Gaius, Institutiones 2,256,3; 2,258,3; 2,259,6; 2,286a,5
- Justinian I., Digesta Iustiniani 50,16,230,pr.1
- Justinian I., Digesta Iustiniani 32,1,28,pr.1
- Justinian I., Digesta Iustiniani 14,6,1,3,2